# Engrand Leprince
Engrand Leprince († um 1531) war ein französischer Glasmaler der Renaissance. Er war das berühmteste Mitglied einer Glasmalerwerkstatt in Beauvais, die von 1491 bis in die 1560er Jahre in Betrieb war.

## Werkstatt Leprince

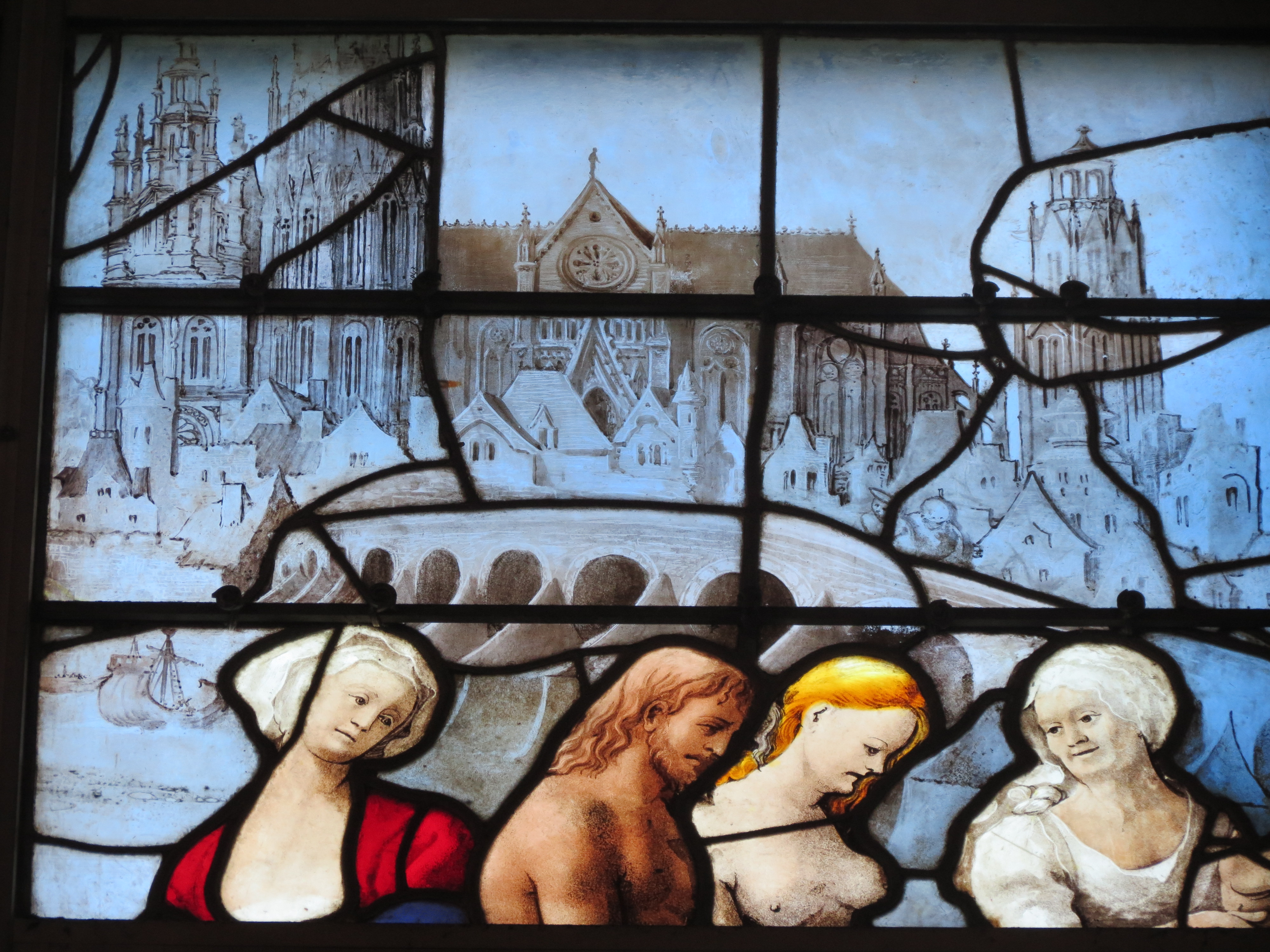
Bleiglasfenster aus der Kirche Saint-Vincent in Rouen

Der älteste überlieferte Glasmaler der Familienwerkstatt, Lorin Leprince, wird im Jahr 1491 erstmals erwähnt. In der nächsten Generation folgten Jean und Engrand. Für Jean Leprince sind von 1496 bis 1538 Aufträge belegt, für Engrand ab 1520 bis zu seinem Tod um 1531. Nicolas und Pierre führten nach dem Tod von Engrand Leprince die Werkstatt weiter. 1561 erhielt Pierre Leprince den Auftrag für ein Fenster in der Kirche Saint-Étienne in Beauvais, in der Engrand Leprince bestattet ist.
Die meisten Fenster aus der Werkstatt Leprince sind in Beauvais, in der Kirche Saint-Étienne und in der Kathedrale Saint-Pierre, erhalten. Auch die Kirchen von Aumale, Ménerval, Bourgtheroulde-Infreville, Gisors und Louviers wurden von Engrand Leprince und seiner Werkstatt mit Fenstern ausgestattet. Die Bleiglasfenster, die Engrand Leprince für die 1944 zerstörte Kirche Saint-Vincent in Rouen geschaffen hatte, wurden in die am Marktplatz neu errichtete Kirche Sainte-Jeanne-d’Arc eingebaut.

## Bleiglasfenster
- Fenster in der Kirche Saint-Étienne in Beauvais
  - 1520: Beweinung Christi
  - 1520/25: Wurzel Jesse, am Ärmel des Gewandes von König Roboam findet sich die Signatur ENGR.
  - um 1522: Jüngstes Gericht
  - um 1534: Kindheit des hl. Stephanus und Lebensbrunnen

- Fenster in der Kirche Sainte-Jeanne d’Arc in Rouen (ursprünglich in der Kirche Saint-Vincent in Rouen)
  - 1522/24: Triumph Marias, mit Signatur E.L.P.
  - 1525/26: Szenen aus dem Leben von Johannes dem Täufer
  - um 1525: Werke der Barmherzigkeit

- 1524: Fenster 7, in der ehemaligen Stiftskirche Saint-Martin in Montmorency mit der Signatur  E.L.P. Das Fenster wurde gestiftet von Charles de Villiers de l’Isle-Adam,  Bischof von Beauvais und Pair von Frankreich. Hinter dem Bischof steht Karl der Große mit den Zügen des Kaisers Karl V., rechts der hl. Hadrian mit den Zügen von Adrian von Utrecht.